# Maria Spiridonova

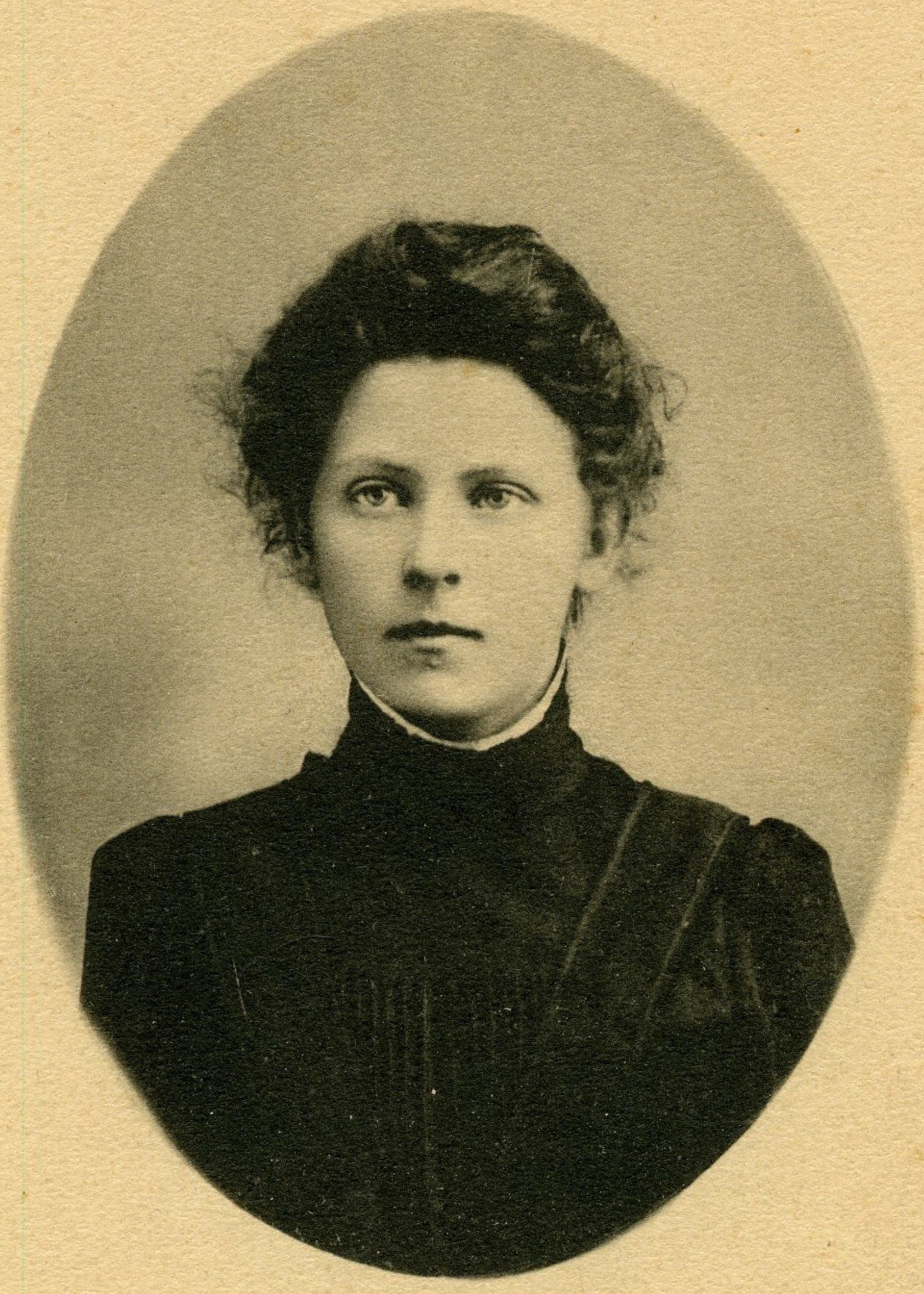
Maria Spiridonova

Maria Aleksandrovna Spiridonova (Russisch: Мария Александровна Спиридонова) (Tambov, 16 oktober 1884 – nabij Orjol, 11 september 1941) was een vooraanstaande persoon in Russisch revolutionaire kringen aan het begin van de twintigste eeuw.

## Leven
Spiridonova werd tijdens haar verpleegsteropleiding lid van de Russische Sociaal-Revolutionaire Partij. In januari 1906 vermoordde ze op een treinstation te Borisoglebsk politie-inspecteur Loezjenovski, die de gewelddadige onderdrukking van een boerenopstand tijdens de Revolutie van 1905 had bevolen, met vijf kogels. Ze werd gearresteerd en met geweerkolven geslagen. Ze werd naakt uitgekleed en met berkentakken gegeseld, met brandende sigaretten bewerkt en met laarzen geschopt om de namen van haar medestanders te achterhalen. Mogelijk werd ze ook verkracht tijdens haar transport per trein. Toen een naar buiten gesmokkelde brief van haar gepubliceerd werd in Rus ontstonden er protesten en uiteindelijk hadden deze tot gevolg dat ze niet ter dood werd veroordeeld, maar naar een vrouwengevangenis in Siberië gestuurd.
Na de Februarirevolutie van 1917 kreeg Spiridonova amnestie en blies vervolgens later met enkele voormalig medegevangenen de gevangenis op waar ze was vastgehouden. Na haar terugkeer in Sint-Petersburg werd ze de facto leider van de Linkse Sociaal-Revolutionaire Partij. Ze keerde zich als zodanig tegen het Verdrag van Brest-Litovsk en verbrak de samenwerking met de bolsjewieken, ook omdat ze een andere visie had op het boerenvraagstuk.
In juni 1918 was Spiridonova direct betrokken bij de mislukte opstand van de linkse sociaal-revolutionairen tegen de bolsjewieken, en werd ze opnieuw gearresteerd en gevangengezet in een psychiatrische inrichting. In reactie op haar gevangenneming braken begin 1919 onlusten uit in Sint-Petersburg, zoals de opstand in de Poetilov-fabriek. Na nog een keer ontsnapt te zijn werd ze uiteindelijk verbannen naar Oefa. Een poging in 1923 om naar het buitenland te ontkomen mislukte. In 1937 werd ze tijdens de Grote Zuiveringen opnieuw gearresteerd en veroordeeld, deze keer tot 25 jaar gevangenis, op beschuldiging van het organiseren van een boerenopstand. Ze werd overgebracht naar een gevangenis in Orjol. Op 21 september 1941 werd ze samen met 150 medegevangenen (waaronder Christian Rakovski en de vrouw van Lev Kamenev, zus van Leon Trotski) in de bossen nabij de gevangenis geëxecuteerd.